# Glyn Johns
Glyn Thomas Johns (Epsom, 15 febbraio 1942) è un tecnico del suono e produttore discografico britannico.

## Biografia
Nato in Surrey, è padre del produttore Ethan Johns e fratello di un altro produttore, Andy Johns.
Glyn Johns ha lavorato con molti artisti e gruppi, tra cui Steve Miller Band, Humble Pie, Led Zeppelin, The Beatles, The Rolling Stones, The Who, Eric Clapton, Andy Fairweather Low, Faces, Eagles, The Ozark Mountain Daredevils, Pete Townshend, Joan Armatrading, The Clash, John Hiatt, Bob Dylan, Stevie Nicks, Crosby, Stills & Nash, Belly, Midnight Oil, Joe Satriani, Ryan Adams, Linda Ronstadt, Band of Horses.
Nell'aprile 2012 è stato inserito nella Rock and Roll Hall of Fame.